# Wilmer Stultz
Wilmer Lower Stultz (* 11. April 1900 in Williamsburg, Pennsylvania; † 1. Juli 1929 in Roosevelt Field, New York) war ein amerikanischer Pilot und Kriegsveteran.

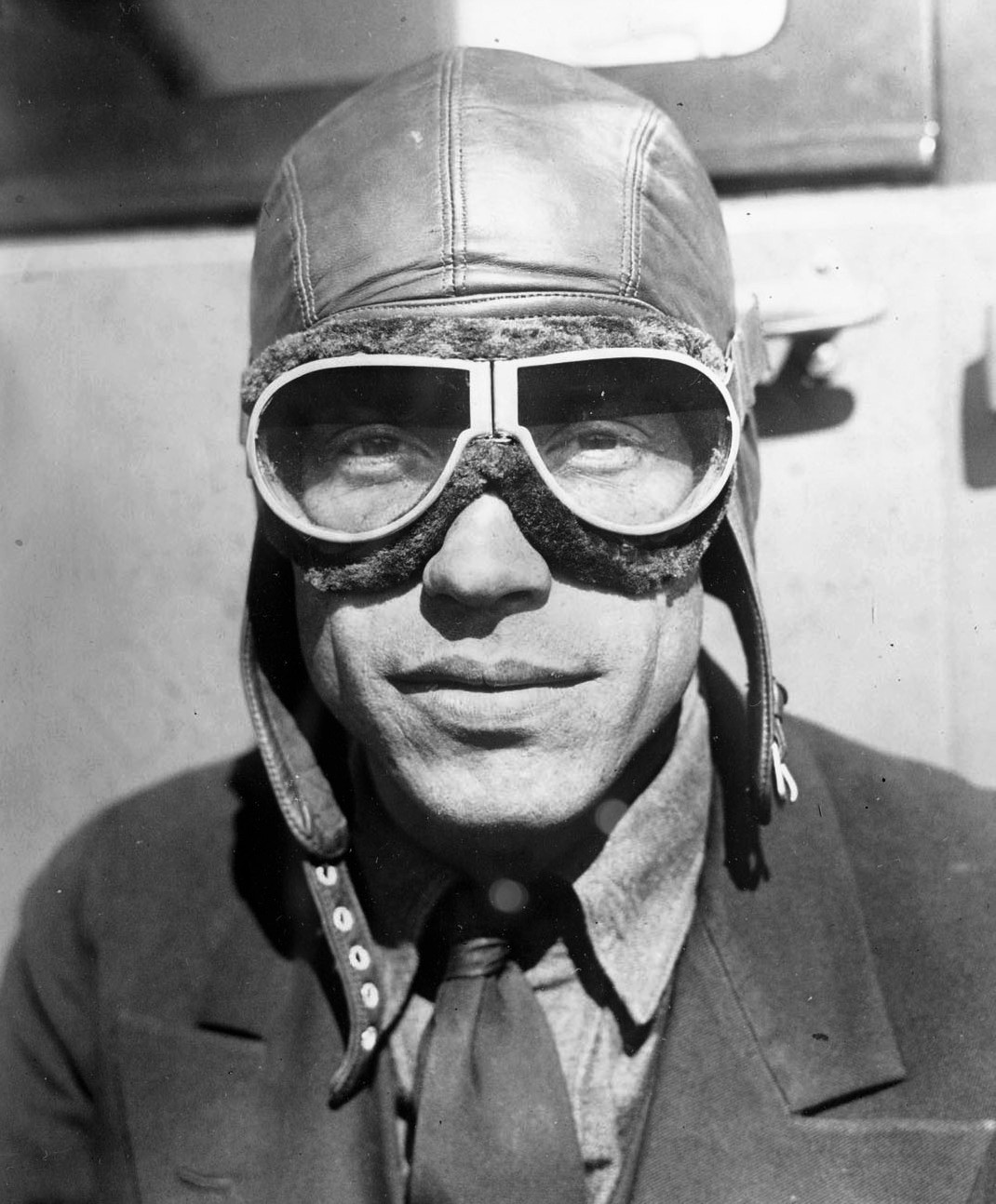
Pilot Wilmer Stultz im Jahre 1928

## Lebensweg
Geboren und aufgewachsen ist der spätere Pilot in Williamsburg in Pennsylvania, USA. Mit 17 Jahren trat er der US Army Air Force bei, wo er der 634. Aero Supply Squadron zugeteilt wurde. Dort erreichte er den Rang eines Sergeant und wurde zum Piloten ausgebildet. Am 31. März 1919 wurde Stultz ehrenhaft aus der US Army Air Force entlassen. Fünf Monate später heiratete Stultz Mildred Botts aus Middletown am 4. August 1919. Im Dezember desselben Jahres trat Stultz dem US Naval Air Service bei, aus dem er ehrenhaft am 1. Dezember 1922 entlassen wurde. In diesem Zeitraum erhielt er eine weitere Pilotenausbildung. Stationiert war er dabei in Pensacola, Florida und Hampton Roads, Virginia.
Nach seiner Entlassung nahm Stultz am National Airplane Speed Race teil, das er auch gewann. 1927 bot Commander Richard Byrd Stultz einen Job als Kopilot für einen Südpol-Flug an. 1928 führte er zwei Langstreckenflüge durch, die er erfolgreich abschloss.

## Flugkarriere
Im Laufe seiner Karriere war er als Militärpilot, Testpilot und Co-Pilot tätig. Er wurde als hervorragender Pilot bezeichnet, allerdings hatte er ein Alkoholproblem. Er war bekannt dafür, mit Restalkohol zu fliegen. Dennoch sprachen ihn mehrere Personen für Projekte von Langstreckenflügen an. Er flog und testete die Fokker Trimotor, F5L Flugboot und die Josephine Ford und unternahm zwei Langstreckenflüge in seiner Karriere, für die er in die Geschichte einging.

### Langstreckenflüge
Sein erster Langstreckenflug führte ihn am 5. März 1928 von New York City nach Havanna, Kuba. Er flog die Strecke von ca. 1300 Meilen als erster Pilot ohne Zwischenstopp. Unterstützt wurde er während diesem Projekt von Oliver Colin LeBoutiller und Mabel Boll. Dabei flog er die Columbia.
Im Jahr 1928 trat Stultz zusammen mit Amelia Earhart und Lois Gordon einen Transatlantikflug an. Stultz war als Pilot eingeplant und wechselte sich zwischendurch mit Gordon ab, der die Position des Navigators übernahm. Earhart, die eine Pilotenlizenz besaß, agierte nur als Passagierin. Sie war die erste Frau, die an einem erfolgreichen Transatlantikflug teilnahm.
Die Vorbereitungen brachten die Teilnehmenden am 8. Juni 1928 nach Halifax, Kanada. Dort leitete George Palmer Puthan das Projekt, bis die Fokker Trimotor „Friendship“ mit den Teilnehmern zum Flughafen in Neufundland, Kanada abhob. Am 17. Juni, nach mehreren Fehlstarts, begannen die drei Teilnehmer ihre Reise nach Burry Port, Wales. Der Flug dauerte 20 Stunden und 40 Minuten. Sie erreichten den Flughafen in Wales, kurz bevor ihnen der Treibstoff ausging. Später wurde Amelia Earhart für diesen Flug international bekannt, während Stultz und Gordon als Pilot und Navigator des Fluges im Hintergrund verschwanden.

## Tod und Vermächtnis
Wilmer Stultz starb bei einem Flugzeugabsturz über dem Roosevelt Field, New York, während er als Pilot agierte. An Bord waren zwei weitere Passagiere, die ebenfalls ums Leben kamen. Spätere Ermittlungen ergaben, dass Stultz während des Fluges betrunken war und dies den Passagieren aufgefallen war. Die Umstände seines Todes waren die Grundlage für ein Werk von John Dos Passos, 1896 sowie der Filmadaption The Big Money im Jahr 1933. Wilmer Stultz wurde auf dem Presbyterian-Friedhof in Williamsburg, Pennsylvania beigesetzt. Nach seinem Tod wurde das Stultz Field in Tipton, Pennsylvania, nach ihm benannt.